# 劝农山镇
劝农山镇，是中华人民共和国吉林省长春市二道区下辖的一个乡镇级行政单位。

## 行政区划
劝农山镇下辖以下地区：
钱家村、四刘村、同心村、兰家村、腰站村、龙王村、林山村、联丰村、东风村和太安村。